# عملات القوط الغربيين
سكت العملة المعدنية للقوط الغربيين في بلاد الغال وإسبانيا خلال العصور الوسطى المبكرة، بين القرن الخامس وحوالي عام 710.
كانت الفئات الرئيسية هي الصوليدوس والتريميسيس، وهي عملات ذهبية أصدرها كل من الأباطرة الغربيين والشرقيين في أواخر العصر الإمبراطوري. أقدم العملات المعدنية جاءت من بلاد الغال، حيث استقر القوط الغربيون في بداية القرن الخامس، وتبعتها العملات المعدنية من هيسبانيا في بداية القرن السادس، والتي أصبحت مركز حكم القوط الغربيين بعد أن فقدوا غالبية أراضيهم في بلاد الغال أمام الفرنجة.
العملات الأولى، المعروفة عمومًا باسم سلسلة شبه الإمبراطورية، تُحاكي العملات الرومانية والبيزنطية المعاصرة، مع نسخٍ لأساطيرها. بعد عام 580، صدرت عملاتٌ باسم ملوك القوط الغربيين. استمر هذا الصك الملكي حتى العقد الثاني من القرن الثامن، عندما انتهى حكم القوط الغربيين بالفتح الإسلامي لإيبيريا.

## الفهرسة
أحدث عمل عن العملات القوطية الغربية هو المجلد الأول من سلسلة العملات الأوروبية في العصور الوسطى (MEC)، الذي نشره فيليب غريرسون ومارك بلاكبيرن عام 2007. يمكن العثور على عملات القوط الغربيين بين رقمي الكتالوج 166 و277. ومن الكتالوجات المهمة الأخرى دراسة جورج كاربنتر، التي نشرتها الجمعية الأمريكية لعلم العملات عام 1952، والتي تغطي الفترة بين عامي 580 و713.
الدراسة الوحيدة التي تغطي مجمل العملات المعدنية هي دراسة راينهارت، مع أعمال منفصلة عن سلسلة العملات الغالية والهسبانية.
جرى فهرسة العملات الإمبراطورية الزائفة المقلدة للنماذج الغربية بواسطة هنري كوهن، في الوصف Historique des monnaies frappées sous l'Empire Romain نسخة محفوظة 2008-05-11 على موقع واي باك مشين.، المجلد 8، وفي العملات الإمبراطورية الرومانية، المجلد. 10. تشمل كتالوجات مجموعة دومبارتون أوكس (DOC) ومونيتا إمبيري بيزنطة (MIB) تقليد العملات البيزنطية.

## السياق التاريخي

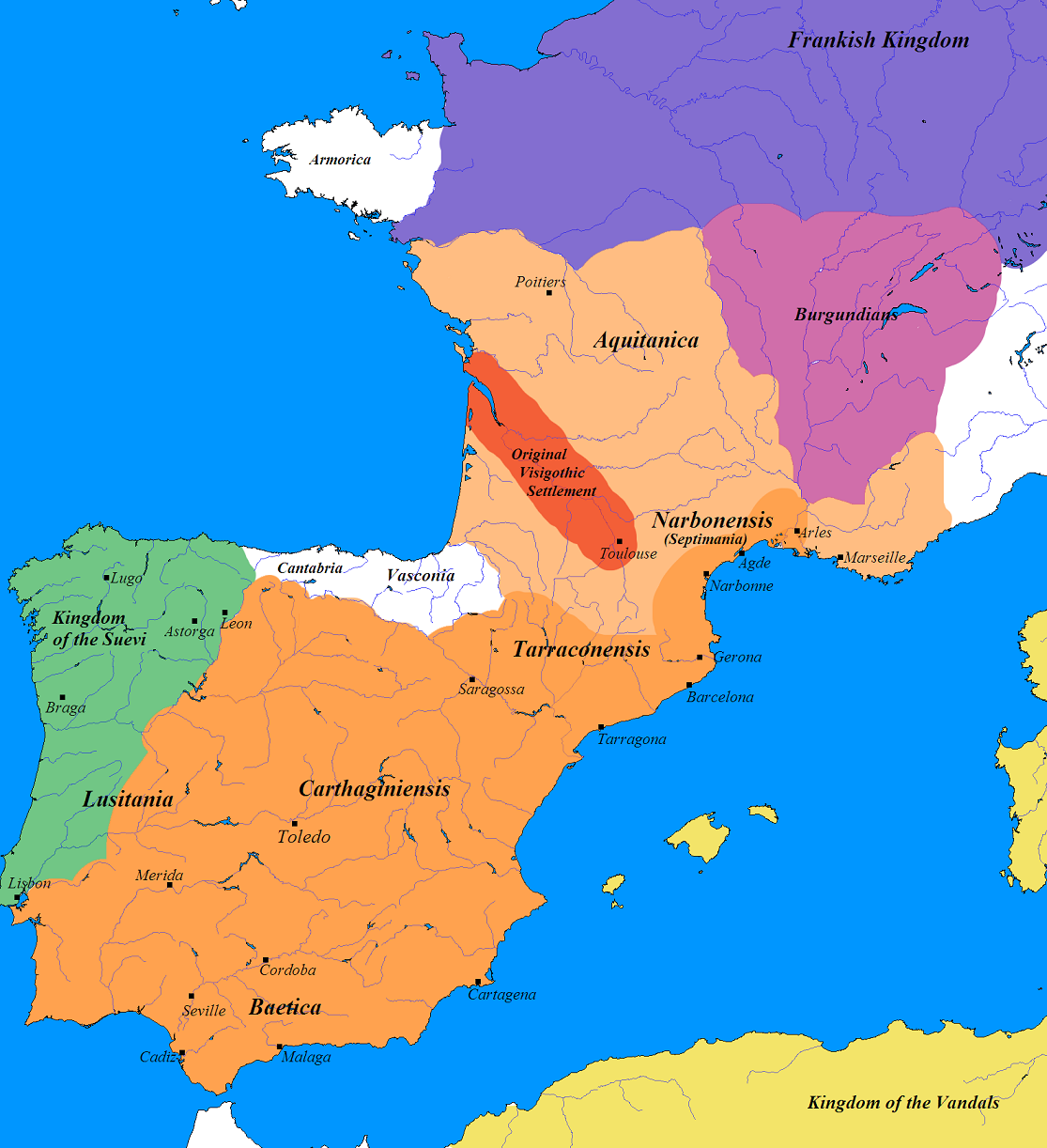
مملكة القوط الغربيين في عهد ألاريك الثاني (484-507، ج. 500)

يمكن تقسيم تاريخ القوط الغربيين إلى ثلاث فترات مهمة:
- فترة الهجرة، التي بدأت في عام 376 وانتهت مع استيطان القوط الغربيين في جنوب غرب بلاد الغال في عام 418.
- فترة غالية انتهت في عام 507 بمعركة فويلي، وبعدها استولى كلوفيس الأول، ملك الفرنجة، على معظم الأراضي القوطية الغربية في بلاد الغال.
- العصر الأيبيري، الذي انتهى بالغزو الإسلامي لشبه الجزيرة الأيبيرية في عام 714.

هاجر القوط الغربيون إلى الإمبراطورية الرومانية الغربية في سبعينيات القرن الرابع الميلادي وأصبحوا رومانيين إلى حد كبير. في عام 418 اعترف بهم كفيوديراتي، ومنحهم هونوريوس أكيتاني. كان هذا هو المركز الأول لمملكة القوط الغربيين، والتي امتدت على مدار القرن الخامس إلى جبال البرانس، بما في ذلك جزء كبير من هسبانيا. في النصف الأول من القرن السابع، بعد سقوط مملكة السويبيين (حوالي عام 585) والتخلي النهائي عن إسبانيا القارية من قبل الإمبراطورية البيزنطية، أصبح القوط الغربيون حكامًا ذوي سيادة على معظم شبه الجزيرة الأيبيرية. وقد استمرت الدولة الناتجة حتى الغزو الإسلامي عام 711م.
في دراسة سك العملات لدى القوط الغربيين، تطبق تقسيم زمني مختلف. لا يمكن التمييز بين عملات الفترات المهاجرة والغالية، حيث يتكون كلاهما من إصدارات شبه إمبراطورية. يمكن تقسيم فترة سك العملة الثالثة إلى مرحلتين، الأولى تستمر في تقليد العملة الإمبراطورية، والثانية حيث تصدر العملات بأسماء ملوك القوط الغربيين.

## العملات الغالية

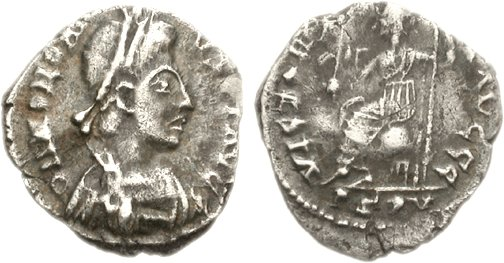
تقليد لهونوريوس: سيليكا

كانت منطقة جنوب وسط بلاد الغال بمثابة قلب مملكة القوط الغربيين من عام 418 إلى 507. تتكون العملات شبه الإمبراطورية في هذه الفترة بشكل أساسي من الصوليدوس والتريميس. السيليكا معروفة أيضًا جميع الطوائف تشبه إلى حد كبير نماذجها الرومانية، حيث تنسخ الأساطير والتصميمات بأمانة، وإن كان ذلك بطريقة بدائية. وكان سعر التريميسيس ثلث الصوليدوس، وكان سعر السيليكا ثمن التريميسيس. لا تحمل العملات المعدنية أي علامات تعريفية لتمييزها عن العملات الرومانية؛ ويتعرف عليها من خلال الأسلوب والسياق الأثري. ومن ثم فإن التأريخ تقريبي.
من المرجح أن يكون مكان سك هذه العملات هو تولوز، في جنوب بلاد الغال، العاصمة الملكية. يُعتقد أنه كان هناك أيضًا دار سك النقود في أربونة، حيث تزوج أتولف في عام 414 من غالا بلاسيديا، شقيقة هونوريوس. تنشأ هذه الفرضية من صوليدوس، مفقود الآن، ولكن نشر في القرن الثامن عشر، وسك باسم بريسكوس أتالوس، وهو إمبراطور دمية يدعمه أتولف. تحمل هذه العملة علامة الدار "NB"، والتي قد تشير إلى ناربون. كما أشير إلى دار سك العملة في ناربون في قصيدة لسيدونيوس أبوليناريوس (كارمن 23) من عام 460، ولكن تحت السيطرة الإمبراطورية - نظرًا لعدم وجود إصدارات معروفة من مثل هذه الدار، فقد يكون هذا ترخيصًا شعريًا. من المؤكد أن مدينة ناربون كانت تمتلك دارًا للسك في عهد ليوفيجيلد في أواخر القرن السادس، ولكن من المرجح أن سك العملة بدأ بالفعل في عام 507، عندما أصبحت المدينة عاصمة مملكة القوط الغربيين.
كانت العملات القوطية الغربية في بلاد الغال في البداية تقليدًا للعملات الرومانية الغربية، والتي انتهت في حوالي عام 481. وبعد عام 509، تلا ذلك تقليد للعملات البيزنطية، بدءًا من عملات أناستاسيوس الأول ديكوروس.

### تقليد هونوريوس
كانت العملات الأولى للقوط الغربيين، والتي سكت تقريبًا بين عامي 420 و440، تحاكي تلك التي سكت في ربنة بواسطة هونوريوس (393-423). النوع الأكثر شيوعًا له وجه يحمل الأسطورة DN HONORI – VS PF AVG وتمثال نصفي للإمبراطور متجهًا إلى اليمين، يرتدي تاجًا ودرعًا. على الوجه الآخر، يقرأ الأسطورة VICTORI – A AVGGG، ويظهر الإمبراطور وهو يسير على قدميه، ممسكًا بـ لبرومة بيده اليمنى، وكرة أرضية تحمل نصرًا في يده اليسرى. رجله اليسرى ترتكز على أسير ساجد. على جانب الإمبراطور، تشير الحروف R – V إلى دار سك العملة في ربنة، ويحمل النقش COMOB.
يمكن تمييز سكّ القوط الغربيين عن النماذج الإمبراطورية من خلال أسلوبها. فالنقش عادةً ما يكون بدائيًا، والشخصيات الصغيرة لها رؤوس كبيرة بشكل غير متناسب مع أجسامها. كما تتنوع حروف النقوش؛ فالخطوط العمودية لحرف "G" قصيرة، بينما في النسخ الأصلية تكون طويلة بشكل خاص.

### تقليد فالنتينيان الثالث

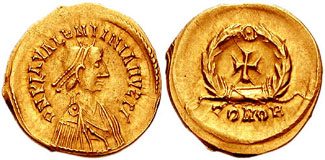
تقليد فالنتينيان الثالث: تريمسيس

ابتداءً من حوالي عام 450، أنتج القوط الغربيون تقليدًا لعملات فالنتينيان الثالث (425-455). إصدر نوع واحد من السوليدوس ونوعين من التريمسيس تحت اسمه. صنف الصوليدوس تحت رقم MEC 167-9، وهو عبارة عن نسخة من عملة بنفس القيمة، Cohen VIII 212, 19. ويظهر على الوجه صورة للإمبراطور وهو ينظر إلى اليمين، مرتديًا التاج والعباءة والدروع. على الجانب الآخر يقف الإمبراطور بقدمه على ثعبان برأس إنسان. في يده اليمنى يحمل صليبًا، وفي يده اليسرى كرة أرضية تحمل شعار النصر.
يصور التريمسيس الأول (MEC 171-172) على ظهره صليبًا محاطًا بإكليل الغار، ويحاكي التريمسيس المطبوع في مختلف دور السك (Cohen VIII 216، 49)، بينما يحاكي الثاني (MEC 173) الصوليدوس (Cohen VIII 212، 17). على ظهر هذا الإصدار، صور النصر وهو يواجه الصليب ويحمله مع نجمة في الحقل إلى اليمين.

#### تقليد ليبيوس سيفيروس
توجد العديد من السوليدات باسم ليبيوس سيفيروس (461-5) (كوهين الثامن، 227.8). النوع الأكثر شيوعًا هو نفس النوع الموجود في تمثال فالنتينيان الثالث، حيث يقف الإمبراطور على ثعبان برأس إنسان.

## العملات الهسبانية

مملكة القوط الغربيين في إسبانيا في أوجها حوالي عام 650، تظهر مواقع سك العملة المعروفة.

في عام 507، دارت معركة فويلي بين الفرنجة بقيادة الملك كلوفيس الأول والقوط الغربيين بقيادة ألاريك الثاني. قُتل ألاريك في المعركة، وتعرض جيش القوط الغربيين لهزيمة ساحقة، مما أدى إلى غزو كلوفيس لتولوز والجزء الأكبر من ممتلكات القوط الغربيين في بلاد الغال. لم ينجح القوط الغربيون إلا في الدفاع عن سبتمانيا، الواقعة بين مصب نهر الرون وجبال البرانس.
كان مركز الدولة القوطية الغربية آنذاك في مقاطعة هسبانيا تاراكونيس الرومانية القديمة، ثم في وسط شبه الجزيرة الأيبيرية، حيث ازدهرت مملكتهم حتى الغزو الإسلامي عام 711.

### عملات شبه إمبراطورية (509-580)

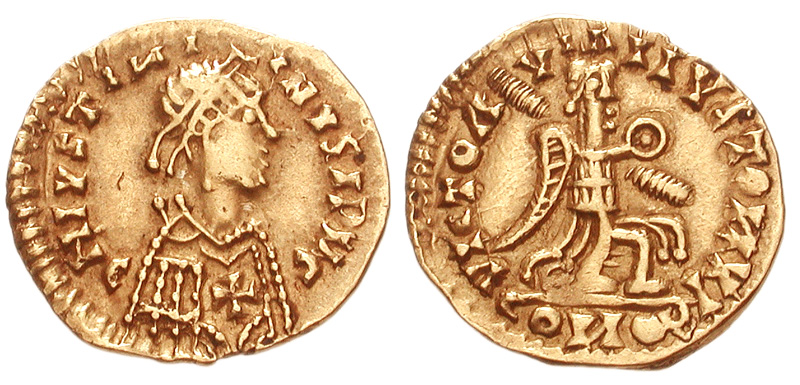
تقليد جستنيان الأول: التريميسيس

تتكون العملة المعدنية في هذه الفترة حصريًا من الصوليدوس والتريميس. كانت العملة النحاسية تعتبر تاريخيًا جزءًا من هذه القضية. يحمل الحرف الأول AMR، وكان مرتبطًا بقرع من هذه الفترة يحمل نفس الحروف. في الماضي، كانت هذه العملة (MEC 341) تُنسب إلى أمالاريك (502-531)، لكن الدراسات الحديثة تنسبها إلى الملك برغنديون غودومار (524-534).
تحمل العملات المعدنية التي سكت في هذه الفترة أسماء الأباطرة البيزنطيين أناستاسيوس الأول (491-518)، وجستين الأول (518-527)، وجستينيان الأول (527-565). تتميز هذه العملات عن الإصدارات الإمبراطورية من حيث الأسلوب والتقليد الآخر لكونها توجد حصريًا في شبه الجزيرة الأيبيرية. أكثر أنواع العكس شيوعًا هي: مع نصر واقف يحمل صليبًا، فوق حرف rho، ونوع مع نصر متجهًا إلى اليمين، ممسكًا بكف، ويرفع تاجًا بيده الأخرى.

### العملات الملكية (580-710)
ابتداءً من عام 680، بدأ ملوك القوط الغربيين في سك العملات المعدنية بأسمائهم. استمرت هذه المرحلة الأخيرة من سك العملة القوطية الغربية لمدة مائة وثلاثين عامًا: العملات التي تعود إلى ما بعد عام 710 غير معروفة، حيث أطاح الغزو الأموي بمملكة القوط الغربيين.
لم تسك سوى العملات الذهبية في هذه الفترة، وتناقصت نقاء الذهب المستخدم مع مرور الوقت. تحمل العملات المعدنية اسم الملك واسم دار سك العملة التي سكت فيها. على عكس العملات الفرنجية أو الأنجلو ساكسونية اللاحقة، لم يذكر اسم حامل العملة.

#### من ليوفيغيلد إلى تشينداسوينث

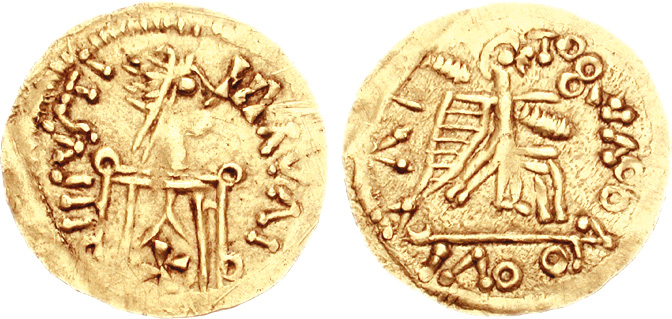
ليوفيجيلد: تريميسيس

صدرت أول عملة ملكية في عهد ليوفيجيلد (567-586). لفترة قصيرة، سكت عملات معدنية تحاكي الإصدارات البيزنطية، ولكن تحمل اسم ملك القوط الغربيين - ومن الأمثلة على ذلك MEC 210. سكت هذه العملة المعدنية من نوع تريمسيس ليوفيجيلد في برشلونة. يظهر الوجه تمثال نصفي للملك متجهًا إلى اليسار، مع الأسطورة "XIVVIGILDVS"؛ وعلى الوجه الآخر، صليب على درجات، مع الأسطورة " RE VARCINONA"، التي تحدد دار السك. ويظهر نوع آخر، MEC 209، الملك متجهًا إلى اليمين على الوجه الأمامي، والنصر مع راحة اليد والتاج على الوجه الخلفي.
من المعروف أن هناك إصدارات من عملة ليوفيجيلد تحمل تمثال نصفي مواجهًا على كل من الوجه الأمامي والخلفي. وفقًا لجريرسون، بدأ هذا النوع الجديد، المميز للعملات القوطية الغربية، بين عامي 579 و586، في السنوات الأخيرة من حكم ليوفيجيلد، عندما توفي شقيقه ليوفا الأول، الذي حكم معه في وقت سابق. ويزعم جريرسون أيضًا أن إدخال العملة الملكية، التي تحمل أسماء ملوك القوط الغربيين بدلاً من أسماء الأباطرة البيزنطيين، كان مرتبطًا بالابن الأكبر لليوفيجيلد، القديس هيرمينجيلد، الذي عين حاكمًا مشاركًا في عام 573، وتزوج زوجته إنجوند في عام 579. كانت زوجته أميرة فرنجية، وبالتالي لم تكن آريوسية بل مسيحية خلقيدونية. بعد زواجه، تخلى هيرمنجيلد عن الآريوسية، وتمرد ضد والده وتولى لقب الملك، في ثورة واسعة النطاق لم تقمع إلا في عام 584. توفي هيرمنجيلد في العام التالي، وسمح موته لأخيه ريكارد الأول بأن يصبح ملكًا. يُعتقد أن الصراع بين ليوفيجيلد وهيرمينجيلد أدى إلى سك العملة التي تحمل أسماء المطالبين بالتاج.
من عام 584 إلى 649 تقريبًا، كان النوع الأكثر شيوعًا هو النوع الذي يحتوي على تمثال نصفي مواجه على كلا الجانبين، حيث يحمل أحد الجانبين اسم الملك، والجانب الآخر اسم الدار. لم يسك هذا النوع إلا بعد هزيمة هيرمينجيلد على يد ليوفيجيلد؛ ويُعتقد أن هذا الابتكار ربما كان للإشارة إلى الوضع الجديد لريكارد باعتباره حاكمًا مشاركًا. ظلت العملات المعدنية تُسك بهذا الأسلوب لمدة تزيد على ستين عامًا، حتى نهاية عهد شيندازيونث (641-652).
تختلف أنواع تماثيل العملات المعدنية النصفية بين دور سكها وعهودها. ومن الجدير بالذكر أن الملوك يظهرون بدون تتويج، على الرغم من أن ليوفيغيلد، وفقًا للقديس إيزيدور الإشبيلي، هو من أدخل هذا الرمز الملكي إلى القوط الغربيين. بدلاً من ذلك، يظهر تمثال نصفي واحد على الأقل بشعر يصل إلى الكتفين، وهو رمز للسلطة الملكية بين الشعوب الجرمانية القديمة.

#### من ريكسوينث إلى ويتيزا

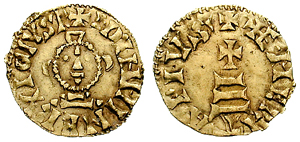
تريميسيس إرويج (680-687)

حوالي عام 649، قدم نوع جديد، حيث يحمل الوجه الخلفي اسم ريكسوينث، المرتبط الآن بعرش والده شيندازيونث. يتميز الوجه الخلفي بحرف واحد من اسم دار السك بدلاً من الصورة المقابلة المعتادة لشيندازيونث، وبدلاً من ذلك يحمل الوجه الأمامي تمثالًا نصفيًا في وضع جانبي. بعد وفاة شيندازيونث، لم تكن دور السك قد تلقت تعليمات بشأن أسلوب أو تصاميم الإصدارات الجديدة، وبالتالي اتخذت خيارات مختلفة: عاد البعض إلى النوع الذي يحمل تمثالين نصفيين، واحد على كل جانب، على سبيل المثال قرطبة وطليطلة، واستمر آخرون، بما في ذلك إشبيلية، في التصميم الجديد الذي يتميز بحرف واحد وتمثال نصفي جانبي. استخدم البعض الآخر، بما في ذلك جيرونا، تمثالًا نصفيًا جانبيًا، ولكن صليبًا على الوجه الخلفي.
خلال بقية عهد ريكسوينث، أصدرت جميع دور سك العملة نوعًا يحمل تمثالًا نصفيًا جانبيًا، وصليبًا مثبتًا على مجموعة من الدرجات على ظهر العملة. تُعرف أنواع مختلفة من تماثيل النصفي؛ ففي بعض الحالات، يظهر التمثال النصفي مرتديًا خوذة، وفي حالات أخرى برأس مكشوف. يُصوَّر الملك عادةً بلحية، على عكس تماثيل النصفي في الإصدارات السابقة، التي صُممت وفقًا للنماذج البيزنطية. في العهود التالية، صدر نفس النوع؛ فقط خلال العهد المشترك لإيجيكا وويتيزا، طُرح نوع آخر، والذي تميز بتمثالين نصفيين متقابلين يفصل بينهما صولجان يعلوه صليب.
هناك قضية مميزة أخرى وهي عملة التريمسيس التي سُكت في عهد إرويج، والتي يظهر فيها تمثال نصفي للمسيح (MEC 267) في مكان الملك، وعلى الوجه الآخر صليب يعلو مجموعة من الدرجات. يبدو أن أول عملات معدنية من هذا النوع سكت في دار سك العملة في ماردة بإسبانيا. مع مرور السنين، تدهورت جودة نقش القوالب، وعلى بعض العملات المعدنية تشبه أذرع الصليب خلف رأس المسيح الأذنين. سبق هذا النوع إصدارًا مشابهًا، وإن كان أدق، لإصدار جستنيان الثاني، الذي صدر حوالي عام 692. تميزت عملة جستنيان بتمثال نصفي للمسيح مع صليب متراكب على هالته. يفترض جريرسون أن هذه القضايا تعكس القضايا اللاهوتية المهمة في ذلك الوقت، وخاصة إدانة المونوثيليتية من قبل المجمع في روما في عام 679، ومن قبل المجمع الثالث في القسطنطينية في عام 680 إلى 681.
ولم تُعرف أي قضايا شرعية بعد عهد غيطشة، الذي انتهى في عام 710. ومع ذلك، فقد سجلت عمليات تزوير لعملة رودريك (MEC 1471).

## الأساطير والنقوش

مونوغرام REX

تعطي الأسطورة عادةً اسم الملك باللغة اللاتينية، متبوعًا بـ REX، والذي يُختصر أحيانًا على شكل حرف واحد كما هو موضح على اليسار.
خلال فترة الحكم المشترك لإيجيكا وويتيزا، كانت الألقاب الممنوحة هي reges، والتي اختصرت إلى RGS أو RG أو ما شابه ذلك. فقط تحت حكم ليوفيجيلد وإرمينجيلد نجد اسم الملك في صيغة الجر، وليس صيغة الترشيح، ويسبقه DN، وهو اختصار لكلمة dominus. في عهد شيندازيونث، قدمت دار سك العملة في توليدو الأسطورة INDN، والتي تختصر إلى In nomine Domini (باسم الرب)، والتي أصبحت شائعة حتى عهد وامبا، مع العديد من الاختصارات الأخرى المعروفة، مثل INDNM وINDIMN. تحمل عملة إيجيكا أحيانًا أيضًا الأسطورة N + PN•M•، وهي اختصار لـ In Xristi Nomine (باسم المسيح).
تكتب أسماء الملوك بطرق مختلفة، على سبيل المثال عثر على Suintila على أنها SVINTHVLΛ، SINTILΛ، SVINTH:L:، SVINTIIV من بين آخرين، Liuva مثل LEOVΛ، LIVVΛ وما شابه ذلك. يزداد عدد المتغيرات بشكل ملحوظ مع الأسماء الأكثر تعقيدًا مثل Chindasuinth و Recceswinth، حيث ينتهي الأمر عادةً ببعض الحروف إلى أن تدمج كربطة أو حرف واحد.
ويحمل الوجه الخلفي اسم الدار، أيضًا باللغة اللاتينية. TOLETO، CORDODΛ (CORΛOBΛ، CORDOBΛ، CORΔOBΛ)، ELLIBERI (IIBERI)، ISPΛLI، ELVORΛ (ERBO:RΛ) تشير إلى توليدو، قرطبة، إليبيري أو إليبيريس (غرناطة الحديثة)، إسباليس (إشبيلية)، و إلفورا (يابرة) على التوالي. في بعض الحالات، يشار إلى سك النقود فقط من خلال حرف واحد.
تعتبر النقوش الموجودة على العملات القوطية الغربية مميزة. الحرف "A" يُكتب عادةً بدون شريط - Λ. يستبدل الحرف D عادة بالدلتا اليونانية (Δ). وبالمثل، غالبًا ما تُكتب المجموعة th باستخدام ثيتا اليونانية (Θ). غالبًا ما يقدم الحرف "L" ببساطة على شكل صليب، +، على سبيل المثال + IVVIGI + DVS لـ Liuvigild، وفي بعض الأحيان يستخدم الحرف "D" بدلاً من "B". من المعروف أن الروابط تصل إلى خمسة أحرف. في بعض الأحيان تستبدل النقاط بالحروف، وخاصة حروف العلة، وعادة ما تستبدل نقطتين بنقطتين، ولكن في بعض الأحيان تستبدل نقطة واحدة أو ثلاث نقاط، على سبيل المثال SVINTH:L: لـ Suintila.
عادةً ما يتبع اسم دار السك الموجود على الوجه الخلفي لقب ملكي. الأكثر شيوعًا هو PIVS، ولكن IVSTUS يوجد أيضًا بشكل شائع. فيليكس وفيكتور معروفان أيضًا.

## سك النقود

توزيع دور سك النقود. تتم كتابة أسماء دور سك العملة التي تحتوي على أكبر عدد من العملات المعدنية بأحرف كبيرة.

مايلز يحدد 79 لسك النقود. وقد كشف عن عدد قليل آخر منها لاحقًا، وبالتالي فإن العدد الإجمالي المعروف حاليًا يزيد قليلاً عن 80.
كانت أغلبية دور السك ذات أهمية ضئيلة نسبيًا ولم نعد نعرفها إلا بفضل أمثلة قليلة، وفي بعض الحالات لم يتجاوز عددها واحدًا أو اثنين.
حوالي نصف العملات المعدنية المحفوظة، والبالغ عددها 3500، مصدرها أربع دور سك: العاصمة توليتو (طليطلة) وثلاثة مراكز جنوبية: إمريتا (ميريدا)، وإسباليس (إشبيلية)، وقرطبة (قرطبة). ومن مراكز الإنتاج المهمة الأخرى، التي عُرف عن كل منها ما بين مائة ومائتي عملة، إيليبيريس، القريبة من غرناطة حاليًا، وثلاثة دور سك أخرى شمالية: تشيساراكوستا (سرقسطة)، وتاراكو (طركونة)، وناربونا (أربونة). كانت ناربونا آخر دار سك تحت سيطرة القوط الغربيين شمال جبال البرانس بعد معركة فوييه.
عثر على دور سك عملات صغيرة أخرى في جاليسيا ( جاليسيا الحديثة تقريبًا)، حيث كانت هناك مناجم مهمة من العصر الروماني.
ليس لدينا أي توثيق للسك، ولا يُعرف إلا القليل عن تنظيمهم أو العلاقة بين السك والدولة القوطية الغربية، بما يتجاوز ما يمكن استنتاجه من التغييرات في العملات المعدنية بمرور الوقت.

## الكنوز
هناك العديد من الكنوز الكبرى لعملات القوط الغربيين المعروفة، وأهم اكتشاف حديث هو اكتشاف عملة زوريتا دي لوس كانيس، التي اكتشفها علماء الآثار في عام 1945.
عثر على مجموعة من العملات المعدنية لريكارد الأول وعدد من الملوك الآخرين في جاروفايلاس دي ألكونيتار، في عام 1731. التركيب الدقيق للكنز غير معروف، ولكن حصل على جزء كبير منه من قبل الأكاديمية الملكية للتاريخ، حيث لا يزال موجودًا حتى يومنا هذا. عثر على كنز في بوردو عام 1803 يحتوي على 38 قطعة أثرية قوطية من عهد ليوفيجيلد إلى وامبا، على الرغم من أن ثلاثة منها على الأقل كانت مزورة. في عام 1816، عثر على كنز يحتوي على أكثر من 800 قطعة نقدية في لا جراسا، بالقرب من كونستانتي، ولكن تشتت بعد وقت قصير من اكتشافه.
من المرجح أن كنز لا كابيلا، الذي اكتشف في عام 1891، كان يحتوي على ما بين 800 إلى 1000 قطعة نقدية، وهو أحد أهم الكنوز. وعلى الرغم من أن العملات المعدنية تفرقت بعد اكتشافها بفترة وجيزة، إلا أن أكثر من ثلث العينات التي عثر عليها الآن موجودة في مجموعة الجمعية الإسبانية الأمريكية. في عام 1932، وعثر على 110 عملة قوطية غربية في أبوسيجو، وأودعت في متحف إسبانيا الوطني للآثار ومعهد دون خوان في فالنسيا.
يشتمل كنز زوريتا دي لوس كانيس، الذي عثر عليه في موقع الكنيسة المسيحية في مدينة ريكوبوليس القوطية الغربية، في عام 1945، على 90 عملة معدنية، وكان آخرها إصدارات ليفويجيلد الأولى، والتي على الرغم من أنها لا تحمل أسماء الدار، فمن المفترض أنها إنتجت محليًا.

## قراءة إضافية
- أندرو كورت. 2020. سك العملة والدولة والاقتصاد في مملكة القوط الغربيين: من الاستيطان في آكيتاين وحتى العقد الأول من الفتح الإسلامي لإسبانيا . مطبعة جامعة أمستردام.

## الملاحظات
1. ↑  Reinhart، Wilhelm (1938). "Die Münzen des tolosanischen Reiches der Westgoten". Deutsches Jahrbuch für Numismatik. Kreß & Hornung. ج. 1: 107–135.
2. ↑  Reinhart، Wilhelm (1940). "Die Münzen des westgotischen Reiches von Toledo". Deutsches Jahrbuch für Numismatik. ج. 3: 69–101.
3. 1 2 3 4 5
4. ↑  Grierson: cit., pp. 44-46
5. ↑  Grierson: MEC, p. 44
6. 1 2 3  Grierson— pp. 46-49
7. ↑  Grierson— p.76
8. 1 2 3 4 5 6 7 8 9 10 11 12  Grierson— pp. 49-52
9. ↑  "Leovigildo (573-586), tremisse di Barcellona, MNAC". مؤرشف من الأصل في 2014-02-26. اطلع عليه بتاريخ 2009-04-17.
10. ↑  Isidore of Seville: Historia de regibus Gothorum, Vandalorum et Suevorum, 51
11. 1 2 3 4  Grierson— p. 52
12. 1 2 3 4 5  Grierson— p. 53
13. ↑  Miles
14. ↑  Miles 1952, p. 42